# Ljig (općina)
Općina Ljig (ćirilica: Општина Љиг) je općina u Kolubarskom okrugu u Središnjoj Srbiji. Središte općine je grad Ljig.

## Stanovništvo
Prema popisu stanovništva iz 2002. godine općina je imala 14.629 stanovnika, raspoređenih u 27 naselja.

## Naselja
Naselja u općini Ljig:
Ba, Babajić, Belanovica, Bošnjanović, Brančić, Cvetanovac, Dići, Donji Banjani, Dići, Donji Banjani, Gukoš, Ivanovci, Jajčić, Kadina Luka, Kalanjevci, Kozelj, Lalinci, Latković, Liplje, Ljig, Milavac, Moravci, Paležnica, Poljanice, Slavkovica, Štavica, Šutci, Veliševac, Živkovci.